# Sudiți (gmina)
Sudiți – gmina w Rumunii, w okręgu Jałomica. Obejmuje miejscowości Gura Văii i Sudiți. W 2011 roku liczyła 2026 mieszkańców. 